# Гриффин, Анджела
Андже́ла Гри́ффин (англ. Angela Griffin; 19 июля 1976, Лидс, Йоркшир, Англия, Великобритания) — британская актриса, певица, журналистка и телеведущая.

## Биография
Родилась 19 июля 1976 года в Лидсе (графство Йоркшир, Англия, Великобритания) в семье сварщика и его жены. Она окончила «Intake High School». Дебютировала в кино в 1992 году, сыграв роль Тины в телесериале «Эммердейл». В 1993—1998 года играла роль Фионы Миддлтон в телесериале «Coronation Street», за которую получила премию «National Television Awards» (1995) в номинации «Самый популярный новичок». Также является певицей и телеведущей.

## Личная жизнь
С 27 июля 2006 года замужем за актёром Джеймсом Миллиганом, с которым она встречалась с начала 2000-х годов. У супругов есть две дочери — Таллула Джэй Миллиган (род. 14 июня 2004) и Мелисса Миллиган (род. 27 июня 2007).

## Избранная фильмография
| Год       |   | Русское название         | Оригинальное название | Роль                           |
| --------- | - | ------------------------ | --------------------- | ------------------------------ |
| 1992      | с | Эммердейл                | Emmerdale             | Тина                           |
| 1993—1998 | с | Coronation Street        | Coronation Street     | Фиона Миддлтон                 |
| 2001      | с | Воскрешая мёртвых        | Waking the Dead       | Марина Коулман                 |
| 2008      | ф | Последний шанс Харви     | Last Chance Harvey    | Мелисса                        |
| 2009      | с | Парень встречает девушку | Boy Meets Girl        | Фиона                          |
| 2011      | с | Виртуозы                 | Hustle                | Джорджина Элторп               |
| 2014—2015 | с | Льюис                    | Lewis                 | Детектив-сержант Лиззи Мэддокс |
| 2021      | с | Преступление             | Irvine Welsh's Crime  | Труди Лав                      |